# バーキング・アンド・ダゲナム区
バーキング・アンド・ダゲナム・ロンドン自治区（バーキング・アンド・ダゲナム・ロンドンじちく、英: London Borough of Barking and Dagenham、 発音）は、イングランドのロンドン北東部にあるロンドン自治区で、アウター・ロンドンを構成する区の一つ。ロンドン中心部から東に9 mi (14 km)の辺りに位置する。

## 歴史
この行政区画は、1963年ロンドン政府法により、1965年にバーキング・ロンドン自治区として設置された。それまでバーキング区だった地域の大部分と、過去にエセックスからグレーター・ロンドンに加わった地域であるダゲナム区全体で構成されている。合併当時のバーキングとダゲナムの人口の合計は約18万人であった。 ダゲナムの最北端はレッドブリッジ区に、バーキングのそのほかの地域はニューアム区に併合された。
その後、1980年にバーキング・アンド・ダゲナム・ロンドン自治区に改称された。

## 地理
東部にヘイヴァリング区が位置し、一部の境界線はロム川に沿っている。西部にニューアム区が位置し、その境界のほとんどをロディング川が隔てている。南部に流れるテムズ川は、南東のベクスリー区や南西のグリニッジ区との境界を構成している。北に突き出ている地域は、北東のヘイヴァリング区と北西のレッドブリッジ区とに挟まれている。

## 地域
バーキング・アンド・ダゲナム・ロンドン自治区は以下の地域によって構成されている。
- バーキング
- ベコントリー
- ベコントリー・ヒース
- チャドウェル・ヒース
- クリークマウス
- ダゲナム
- ラッシュ・グリーン

区内の住宅のほとんどが1918年から1939年の戦間期に、ロンドン州議会によって建てられたものである。
スラム状態からの脱却を目指したイーストエンド・オブ・ロンドン、イースト・ロンドン (en) の他地域と同様に、現在のバーキング・アンド・ダゲナム・ロンドン特別区の主要地域は、ダゲナムにおけるフォード・モーター工場の建設などに見られる新興の自動車産業や薬品産業が進出した時期に開発が進められた。だが、1980年代にそれらの産業が傾くと、雇用の中心はサービス産業へと移っていった。
地域のほとんどがテムズ・ゲートウェイに位置するロンドン・リバーサイド内にあり、再開発地域に指定された。主要な再開発地域となるバーキングには、2006年には5,000万ポンドの予算がつけられた。

## 人口統計
現在の特別区を形成した1801年当時の民間教区の総人口は1,937人であり、農業と森林地帯、漁業（バーキング）を特色としていた。1850年までに1,307人の青少年を含めた男性が就いていた漁業だったが、東海岸の港からの鉄道による鮮魚輸送がとって代わったため、19世紀末には終焉を迎えていた。地区の発展とバーキング周辺の新興産業の発展に伴い、人口は19世紀を通じて徐々に増加していった。
ロンドン州議会によるベコントリー団地の開発が行われた1921年から1931年の間に人口が飛躍的に増加した。27,000戸の住宅と100,000人の人口を有する住宅群は、当時のイルフォード自治都市地区、ダゲナム自治都市地区およびバーキング自治都市地区のそれぞれの市街地協議会に分けられ、イースト・エンドのスラム市民に新しい住宅が供給された。 1931年にフォード・モーターがダゲナムの500エーカー (2.0 km2)にわたる敷地に移転し、ディストリクト線がアップミンスターまで延伸されることでさらに発展が進んだ。
第二次世界大戦終結後、ザ・ブリッツによってホームレス状態となった多数のロンドン市民のために更に新しい住居が建設された。1960年代の産業衰退期に人口も減少傾向となったが、近年は工場跡地などを利用した新興住宅地の開発によって再び上昇傾向にある。
2001年の国勢調査に拠ると、バーキング・アンド・ダゲナムの総人口は165,500人であり、男女比率は男性48.2%に対し、女性が51.8%である。人種比率は以下の通りである。
- 78.2% 白人
- 10.5% 黒人
- 7.2% アジア人
- 2.4% ミックス
- 1.7% 中国人

88.98%がイングランド出身者に対し、1.53%がイギリスの他の地域出身、1.35%がアイルランド共和国出身、0.83%がEU出身、その他の地域の出身は9.31%である。

## 議会構成
各選挙によるの議会構成は以下の通りである。
| 選挙   | 議員   | 議員   | 議員 | 議員                            | 議員                | 議員   | 市会議員 |
| 選挙   | 労働党 | 保守党 | BNP  | チャドウェル・ヒース 納税者組合 | 自由党 / 自由民主党 | 無所属 | 労働党   |
| ------ | ------ | ------ | ---- | ------------------------------- | ------------------- | ------ | -------- |
| 1964年 | 45     | -      | -    | 4                               | -                   | -      | 8        |
| 1968年 | 32     | 13     | -    | 4                               | -                   | -      | 8        |
| 1971年 | 45     | -      | -    | 4                               | -                   | -      | 8        |
| 1974年 | 45     | -      | -    | 4                               | -                   | -      | 8        |
| 1978年 | 42     | 3      | -    | 3                               | -                   | -      |          |
| 1982年 | 37     | 3      | -    | 3                               | 3                   | 2      |          |
| 1986年 | 35     | 3      | -    | 3                               | 5                   | 2      |          |
| 1990年 | 44     | -      | -    | 3                               | 1                   | -      |          |
| 1994年 | 47     | -      | -    | 3                               | 1                   | -      |          |
| 1998年 | 47     | -      | -    | 3                               | 1                   | -      |          |
| 2002年 | 42     | 2      | -    | 4                               | 3                   | -      |          |
| 2006年 | 36     | 2      | 12   | -                               | -                   | 1      |          |

バーキング・アンド・ダゲナム・ロンドン自治区議会は、特別区を構成する以下の17の区から選出された51名の議員で運営されている。
| 選挙区               | 区域                                                             | ウェストミンスター (future)  | 地図 (PDF) |
| -------------------- | ---------------------------------------------------------------- | ---------------------------- | ---------- |
| アビー               | バーキング（街の中心部および西部）                               | バーキング                   |            |
| アリボン             | ダゲナム（北部）                                                 | バーキング                   |            |
| ベコントリー         | ベコントリー（北西部）                                           | バーキング                   |            |
| チャドウェル・ヒース | チャドウェル・ヒース (北部, inc. Marks Gate)                     | ダゲナム・アンド・レインハム |            |
| イーストブルック     | Rush Green（南部）、Eastbrookend Country Park, ダゲナム（東部）  | ダゲナム・アンド・レインハム |            |
| イーストブーリー     | バーキング (南東部)                                              | バーキング                   |            |
| ガスコイン           | バーキング (南西部)                                              | バーキング                   |            |
| ゴアズブルック       | ベコントリー (南部), ダゲナム (南西部)                           | バーキング                   |            |
| ヒース               | Becontree Heath, ダゲナム（北部）、ラッシュ・グリーン（北部）    | ダゲナム・アンド・レインハム |            |
| ロングブリッジ       | バーキング（北部）、Upney（北部）                                | バーキング                   |            |
| メイエスブルック     | ベコントリー (南部)                                              | ダゲナム・アンド・レインハム |            |
| パースロース         | ベコントリー (南東部), ダゲナム (南西部)                         | バーキング                   |            |
| リバー               | ダゲナム (南部), Dagenham Dock (東部)                            | ダゲナム・アンド・レインハム |            |
| テムズ               | バーキング (riverside), Thames View Estate, Dagenham Dock (west) | バーキング                   |            |
| ヴェイレンス         | ベコントリー (北東部)                                            | バーキング                   |            |
| ビレッジ             | ダゲナム（南東部）、ダゲナム (village)                           | ダゲナム・アンド・レインハム |            |
| ホエールボーン       | チャドウェル・ヒース（北部）                                     | ダゲナム・アンド・レインハム |            |

2006年の区議会選挙ではイギリス国民党 (BNP) が12議席を獲得し、議会では労働党（38議席）に続く第2勢力に躍進した。なお、バーキング・アンド・ダゲナムの区議会におけるBNPの議席数は、イギリスの他のどの区よりも多い。

## 姉妹都市
- ヴィッテン（ドイツ）
- トチェフ（ポーランド）[10]

## 教育
区内に多くの学校と成人向け教育施設を有する。タウン・ホール近くに位置するバーキング・ラーニング・センターは、認定資格の取得を目的としたコースを提供する学習施設である。施設内に無料インターネット環境がある図書館、ワンストップショップ、会議室、集会場、ギャラリーおよびカフェを併設する。

## 交通機関
バーキング・アンド・ダゲナム自治区にはハマースミス&シティー線、ディストリクト線およびロンドン・オーバーグラウンド線が乗り入れる。ロンドンバスのルートは5、62、66、86、103、128、145、150、169、173、174、175、179、238、247、287、296、362、364、366、368、369、387、499、スクールバス・ルート 687および夜間ルート N15である。

## ロンドン消防隊
バーキング・アンド・ダゲナムのロンドン消防隊は、区内のバーキングとダゲナムの2箇所に消防署を設置している。

## 関係者
出身者
居住その他ゆかりある人物